# Cralovăț, Timiș
Cralovăț (în sârbă Kraljevac, în maghiară Temeskirályfalva, în trad. "Satul regesc de Timiș") este un sat în comuna Topolovățu Mare din județul Timiș, Banat, România. S-a mai numit Craioveni (1924-1925).

## Legături externe

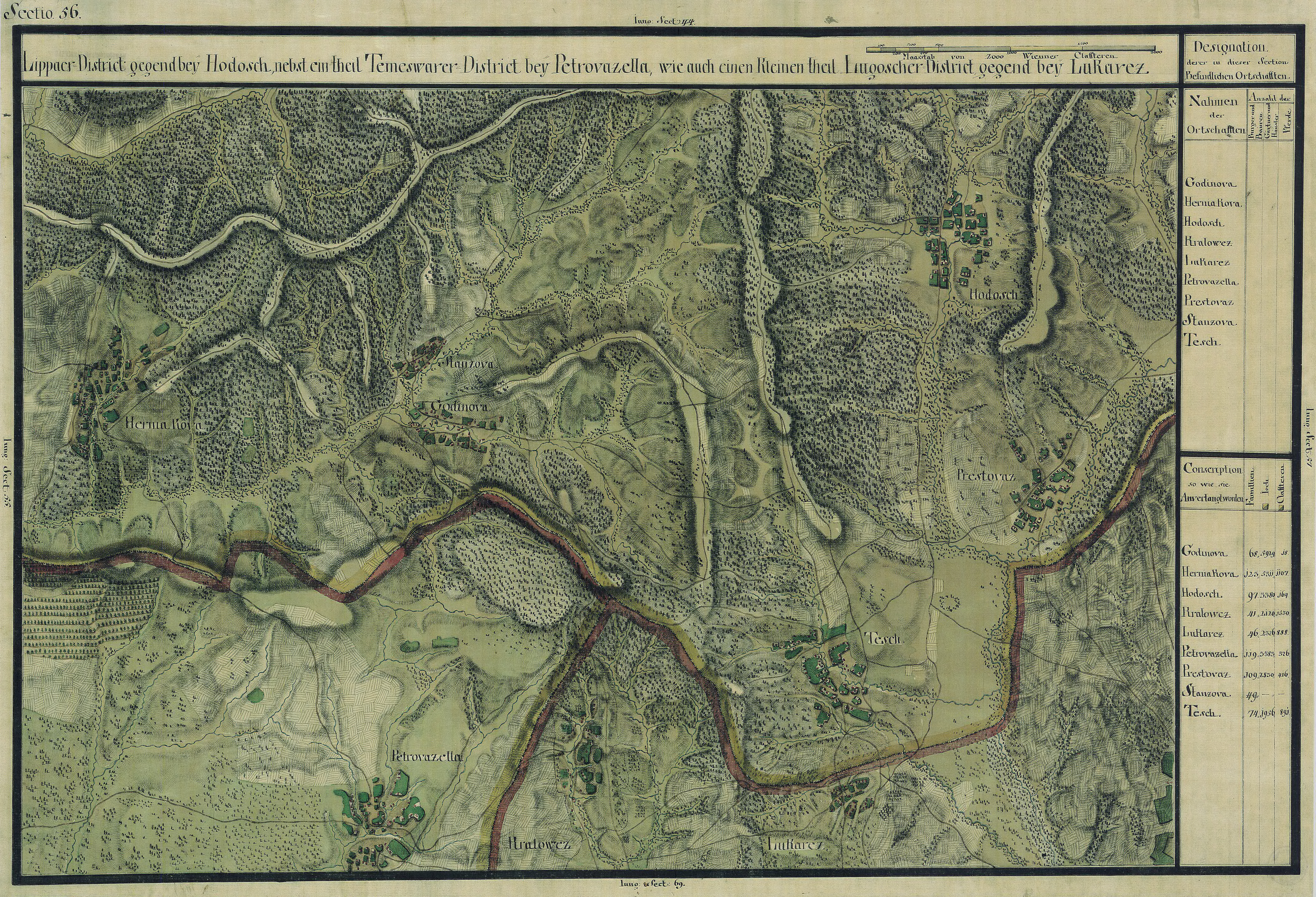
Cralovăţ în Harta Iosefină a Banatului, 1769-72